# Крупецька сільська рада (Славутський район)
Кру́пецька сільська́ ра́да — орган місцевого самоврядування Крупецької сільської громади у Шепетівському районі Хмельницької області. Адміністративний центр — село Крупець.

## Населені пункти
Сільській раді підпорядковані населені пункти:
- с. Крупець
- с. Стригани

## Склад ради
Рада складається з 16 депутатів та голови.
- Голова ради: Михайлюк Валерій Анатолійович
- Секретар ради: Семенчук Валентина Петрівна

### Керівний склад попередніх скликань
| Прізвище, ім'я, по батькові   | Основні відомості                                                         | Дата обрання | Дата звільнення |
| ----------------------------- | ------------------------------------------------------------------------- | ------------ | --------------- |
| Демянчук Василь Володимирович | Сільський голова, 1957 року народження, безпартійний                      | 26.03.2006   | 31.10.2010      |
| Михайлюк Валерій Анатолійович | Сільський голова, 1969 року народження, освіта вища, член Партії регіонів | 31.10.2010   |                 |

Примітка: таблиця складена за даними сайту Верховної Ради України

### Депутати
За результатами місцевих виборів 2010 року депутатами ради стали:

#### За суб'єктами висування
| Суб'єкт висування           | Кількість обраних депутатів | %    |
| --------------------------- | --------------------------- | ---- |
| Самовисування               | 9                           | 56,3 |
| Комуністична партія України | 7                           | 43,8 |

#### За округами
| № округу                    | Прізвище, ім'я, по батькові     | Дата визнання обраним | Освіта  | Партійна приналежність            | Відомості про обраного депутата                           |
| --------------------------- | ------------------------------- | --------------------- | ------- | --------------------------------- | --------------------------------------------------------- |
| Комуністична партія України |                                 |                       |         |                                   |                                                           |
| 1                           | Сосонюк Олександр Олександрович | 01.11.2010            | середня | член Комуністичної партії України | Крупецький НВК, охоронець                                 |
| 5                           | Гончарук Світлана Володимирівна | 01.11.2010            | середня | член Комуністичної партії України | Крупецький НВК, помічник вихователя                       |
| 12                          | Кучевський Григорій Онуфрійович | 01.11.2010            | середня | член Комуністичної партії України | пенсіонер                                                 |
| 13                          | Линок Володимир Мартинович      | 01.11.2010            | середня | член Комуністичної партії України | пенсіонер                                                 |
| 14                          | Клімчук Володимир Васильович    | 01.11.2010            | середня | член Комуністичної партії України | с. Полянь баластний кар'єр, газозварювальник              |
| 15                          | Самчук Ольга Вікторівна         | 01.11.2010            | середня | член Комуністичної партії України | Славутська ЦРЛ, медсестра                                 |
| 16                          | Гнатюк Юрій Вікторович          | 01.11.2010            | середня | позапартійний                     | Славутський лісгосп, помічник рамника                     |
| Самовисування               |                                 |                       |         |                                   |                                                           |
| 2                           | Бережна Тетяна Миколаївна       | 01.11.2010            | вища    | позапартійна                      | Крупецький НВК, директор                                  |
| 3                           | Шмат Любов Володимирівна        | 01.11.2010            | середня | позапартійна                      | приватний підприємець                                     |
| 4                           | Тарасюк Олег Леонідович         | 01.11.2010            | вища    | позапартійний                     | ПП Федотов, монтажник                                     |
| 6                           | Семенчук Зоя Констянтинівна     | 01.11.2010            | середня | позапартійна                      | Крупецька сільська рада, спеціаліст по земельним питанням |
| 7                           | Бойчак Дмитро Володимирович     | 01.11.2010            | вища    | позапартійний                     | «Укрінкомбуд», заступник директора                        |
| 8                           | Гаврилюк Валентина Василівна    | 01.11.2010            | вища    | позапартійна                      | Крупецький НВК, вчитель                                   |
| 9                           | Панчук Віталій Васильович       | 01.11.2010            | середня | позапартійний                     | Станція Славута — 2, складач                              |
| 10                          | Семенчук Валентина Петрівна     | 01.11.2010            | вища    | позапартійна                      | Крупецька сільська рада, секретар                         |
| 11                          | Гаврилюк Олег Миколайович       | 01.11.2010            | вища    | позапартійний                     | ПП Модус, регіональний представник                        |

## Господарська діяльність
Основним видом господарської діяльності сільської ради є сільськогосподарське виробництво.

## Населення
Згідно з переписом УРСР 1989 року чисельність наявного населення сільської ради становила 2313 осіб, з яких 1049 чоловіків та 1264 жінки.
За переписом населення України 2001 року в сільській раді мешкали 1844 особи.

### Мова
Розподіл населення за рідною мовою за даними перепису 2001 року:
| Мова       | Відсоток |
| ---------- | -------- |
| українська | 97,68 %  |
| російська  | 2,10 %   |
| білоруська | 0,22 %   |